# Козловская (Архангельская область)
Козловская — деревня в Вельском районе Архангельской области. Административный центр муниципального образования «Ракуло-Кокшеньгское».

## Географическое положение
Деревня расположена в 53 км на восток от Вельска на автодороге Вельск — Октябрьский, на левом берегу реки Кокшеньга (приток Устьи).
Часовой пояс
Козловская, как и вся Архангельская область, находится в часовой зоне МСК (московское время). Смещение применяемого времени относительно UTC составляет +3:00.

## Население
| 2002 | 2010 | 2012 | 2014 |
| ---- | ---- | ---- | ---- |
| 328  | ↘286 | ↘268 | ↘263 |

Численность населения деревни, по данным Всероссийской переписи населения 2010 года, составляла 286 человек. В 2009 году числился 281 чел., в том числе пенсионеров — 47 человек.

## История
Указана в «Списке населённых мест по сведениям 1859 года» в составе Вельского уезда Вологодской губернии как два поселения: «погост Ракуло-Кокшеньгский», который насчитывал 4 двора, 12 мужчин и 14 женщин и «деревня Козловская», насчитывающая 3 двора, 14 мужчин и 8 женщин. В погосте находилось две православных церкви.
В материалах оценочно-статистического исследования земель Вельского уезда упомянуто, что в 1900 году в административном отношении деревня входила в состав Ракуло-Кокшеньгского сельского общества Устьвельской волости. На момент переписи в селении Козловское(Борокъ) находилось 5 хозяйств, в которых проживало 17 жителей мужского пола и 14 женского.

## Достопримечательности
Церковь Воскресения Христова Объект культурного наследия № 2900372000  — Крупная деревянная церковь на высоком подклете, обшитая тёсом, построенная в 1791 году. Высота её составляет 40 метров - это самый высокий деревянный храм Вельского района. Основной объём — двусветный четверик, увенчанный восьмериком под куполом важского типа, с алтарём сложной планировки и притвором. Первоначально храм имел три престола: Воскресения Христова, Святого Пророка Илии и Святого Великомученика Феодора Стратилата. Ильинский и Феодора Тирона приделы, видимо, располагались в боковых членениях алтаря. В храме был устроен пятиярусный иконостас. Церковь закрыта в 1937 году и использовалась для различных нужд. В 2009-2019 годах церковь отреставрирована, в ней проводятся богослужения.
Церковь Покрова Пресвятой Богородицы Объект культурного наследия № 2940002000  — Кирпичная церковь с колокольней. Была построена в 1849 году рядом с деревянным храмом. Второй престол Афанасия Александрийского. Закрыта не позже 1930-х, частично разобрана. В 2000-х уцелевшая часть здания (предположительно, трапезная) отремонтирована, возобновлены богослужения.

## Инфраструктура
Предприятия, расположенные на территории деревни (со среднесписочной численностью работников) на 1 января 2014 года:
- ООО ЖКХ «Кокшеньга» (18);
- ООО «Кокшеньга-Лес» (14).

В деревне расположена электрическая подстанция производственного отделения «Вельские электрические сети» ПС 110/10 № 202 Кокшеньга, питающая все населённые пункты муниципального образования «Ракуло-Кокшеньгское». Введена в эксплуатацию в 2001 году, оснащена двумя трансформаторами по 2.5 МВА.
Также в деревне с 2003 года функционирует государственное образовательное учреждение Архангельской области для детей-сирот и детей, оставшихся без попечения родителей, «Ракуло-Кокшеньгский детский дом». Работают Основная общеобразовательная школа № 9, детский сад «Ромашка» и дом культуры.

### Карты
- Лист карты P-38-97,98 Вельск. Масштаб: 1 : 100 000. Указать дату выпуска/состояния местности.
- Козловская на карте Wikimapia